# David B. Kaplan

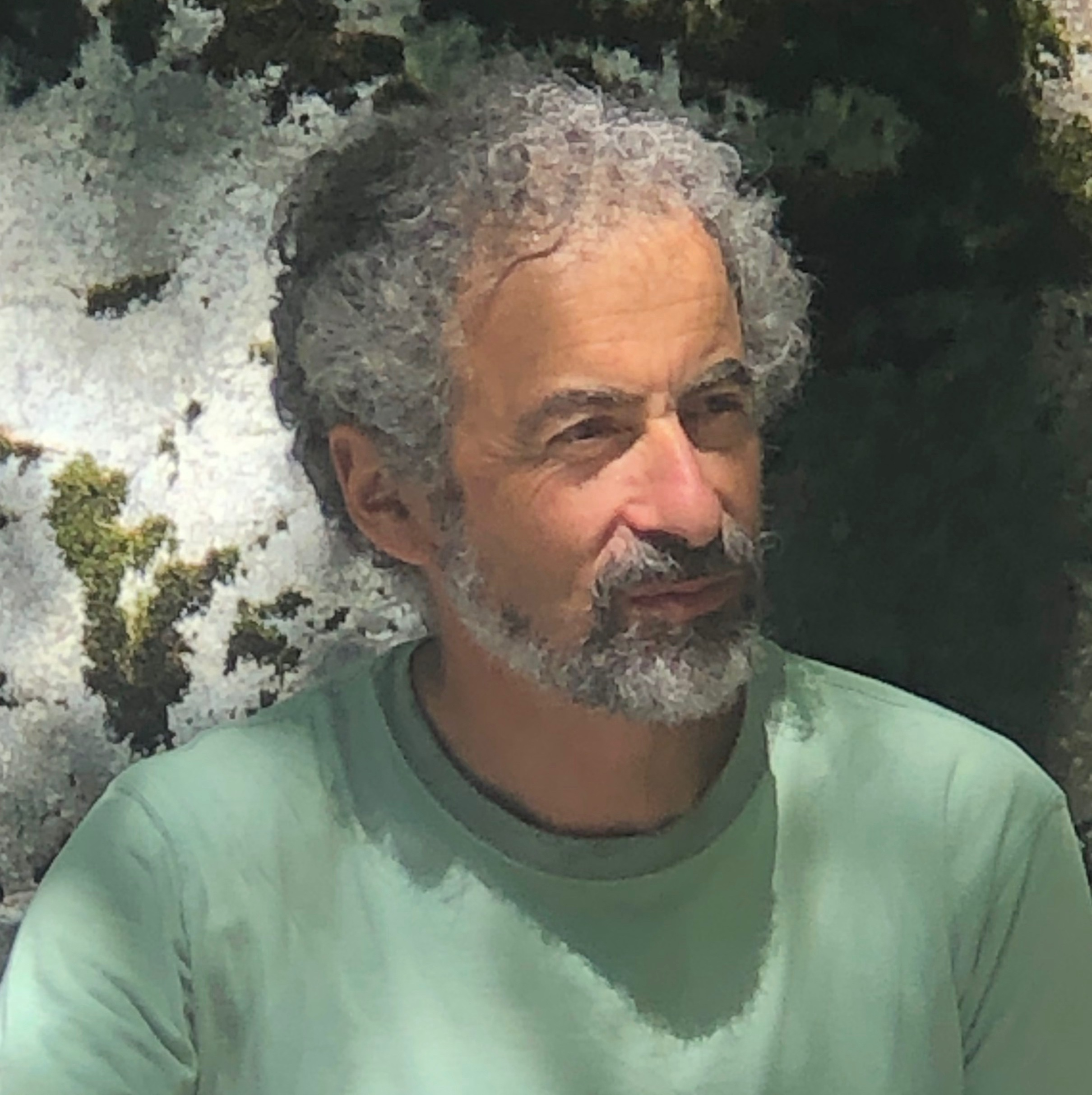
David B. Kaplan, 2021

David Benjamin Kaplan (* 2. Juli 1958) ist ein US-amerikanischer theoretischer Physiker, der sich mit Teilchenphysik beschäftigt.

## Leben
Kaplan studierte von 1976 bis 1980 an der Stanford University und promovierte 1985 bei Howard Georgi an der Harvard University mit der Arbeit The Composite Higgs Mechanism. Anschließend war er bis 1988 an der Harvard Society of Fellows. Von 1988 bis 1993 war er Professor an der University of California in San Diego. 1990 erhielt er von der Alfred P. Sloan Foundation ein Forschungsstipendium (Sloan Research Fellowship). Seit 1994 ist er an der University of Washington beschäftigt und seit 2006 Direktor des dazugehörigen Institute for Nuclear Theory (INT).
Zu seinen Forschungsgebieten zählen unter anderem die Starke Wechselwirkung, Physik jenseits des Standardmodells, Kosmologie und Teilchenphysik sowie die Gittereichtheorie. Bekannt wurde er unter anderem mit einer Formulierung chiraler Fermionen auf dem Gitter.
1998 wurde er Fellow der American Physical Society, die ihm den Herman Feshbach Prize in Theoretical Nuclear Physics 2022 zusprach. 2013 wurde Kaplan in die National Academy of Sciences, 2015 in die American Academy of Arts and Sciences gewählt.
David B. Kaplan war mit der Physikerin Ann Nelson verheiratet, die am 4. August 2019 bei einem Bergunfall in der Alpine Lakes Wilderness in Washington ums Leben kam.

## Schriften (Auswahl)
- David B. Kaplan, Howard Georgi: SU(2) x U(1) breaking by vacuum misalignment. In: Physics Letter B. Band 136, Nr. 3, 1984, S. 183–186, doi:10.1016/0370-2693(84)91177-8.
- A. G. Cohen, D. B. Kaplan, A. E. Nelson: Progress in electroweak baryogenesis. In: Annual Review of Nuclear and Particle Science. Band 43, 1993, S. 27–70, doi:10.1146/annurev.ns.43.120193.000331.
- Andrew G. Cohen, David B. Kaplan, Ann E. Nelson: Effective field theory, black holes, and the cosmological constant. In: Physical Review Letters. Band 82, Nr. 25, 1999, S. 4971–4974, doi:10.1103/PhysRevLett.82.4971.
- David B. Kaplan: A method for simulating chiral fermions on the lattice. In: Physics Letters B. Band 288, Nr. 3–4, 1992, S. 342–347, doi:10.1016/0370-2693(92)91112-M.